# Princesse Sofia (série télévisée d'animation)
Pour les articles homonymes, voir Princesse Sofia.
Princesse Sofia (Sofia the First) est une série télévisée d'animation américaine en 109 épisodes de 22 minutes créée par Craig Gerber (en), produite par Walt Disney Television Animation, faisant partie de la franchise des Princesses Disney, et diffusée entre le 18 novembre 2012 et le 8 septembre 2018 sur Disney Junior.
En France, l'épisode pilote a été diffusé sur Disney Junior le 9 décembre 2012 et la première saison a débuté le 3 avril 2013, et au Québec au printemps 2013 sur Radio-Canada,.
Elle a été de 2015 à 2018, l'émission de télévision la plus regardée sur Disney Junior en détrônant La Maison de Mickey. Elle a également été à cette même période la série pour enfant la plus regardée au niveau international.

## Synopsis
Dans un monde enchanté, la petite Sofia, 8 ans, devient une princesse et doit apprendre la vie royale. Grâce à l'amulette d'Avalor, cadeau du roi Roland II, elle peut désormais parler aux animaux (lorsque l'amulette peut traduire) et rencontrer les princesses Disney qui lui seront de bon conseil (lorsque l'amulette brille). Cédric, le sorcier royal, convoite cependant ce bijou et essaiera par tous les stratagèmes de l'obtenir mais sans succès et toujours en échec (il a essayé une fois mais la malédiction s'est retournée sur lui).

## Personnages

### Personnages principaux
Sofia : c'est le personnage principal. Sa vie bascule après le mariage de sa mère avec le roi Roland II. Elle est brune, et elle porte une robe de couleur lavande ornée de perles. Elle a aussi un lapin nommé Clovis, qui s'entendra plutôt bien avec le dragon de Viviane. En plus d'apprendre à être une princesse, elle doit faire face à certains méchants tout particulièrement Cédric, Mademoiselle Ortie et la princesse Eva. Grâce à l'amulette d’Avalor qui récompense son porteur par un pouvoir ou une malédiction lorsqu'il accomplit une bonne action ou une mauvaise, elle peut également faire appel aux célèbres princesses lorsqu'elle a besoin tout au long de ses aventures. Elle rencontre divers type de personnes et créatures qui vont élargir ses horizons. Au fil des saisons elle gagne en maturité.
La reine Miranda : c'est la mère de Sofia et l'épouse du roi Roland II. Elle devient reine d'Enchancia après son mariage. C'est la belle mère de James et de sa sœur Ambre. Elle a les cheveux bruns et porte une robe rose.
Le roi Roland II : c'est le roi d'Enchancia. C'est le mari de Miranda. C'est le beau père de Sofia et le père des deux jumeaux Ambre et James. Il a les cheveux bruns et il est très légèrement blond. Ses vêtements sont bleus.
Ambre : elle est blonde et elle porte une robe jaune. C'est la fille du roi Roland, la belle fille de la reine Miranda et la demi sœur de Sofia qui l'accompagne occasionnellement dans ses aventures. Elle est aussi la sœur de James. Elle est jalouse de Sofia au début de la série mais sa jalousie disparaît peu à peu au fil des saisons en grande partie grâce aux aventures folles et périlleuses qui l'ont forgé. Ambre est une princesse qui apprend de ses erreurs.
James : il est blond et porte des vêtements verts. C'est le fils du roi Roland, le beau fils de la reine Miranda et le demi frère de Sofia. Il est aussi le frère d'Ambre. Il est créatif et adore s'amuser. Contrairement à sa sœur, il ne jalouse jamais Sofia mais il lui est arrivé de l’être lorsque Ambre se révèle être l’aînée : selon la tradition royale, l'aîné peut espérer accéder au trône d'Enchancia ; mais il finit par l'accepter.
M. Cédric : il est le sorcier de la famille royale. Il convoite l'amulette magique d'Avalor pour devenir roi. Il ne l'obtient que dans un seul épisode où elle ne fait que le punir pour ses mauvais actes. Il a les cheveux noirs avec une mèche blanche. Sa robe est violette. Il a aussi un corbeau. Au fur et à mesure des saisons, il devient  un mentor et un précieux allié pour Sophia, il a donc une belle évolution.
Bailey : c'est le majordome du roi. Il a les cheveux gris. Il porte des lunettes. Ses vêtements sont noirs et violets.

### Les amis
Jade : Jade est la meilleure amie de Sofia dans le village. Elle porte une robe bleu-clair. Sa peau est blanchâtre. Ses cheveux sont noirs. Elle est un peu grincheuse.
Rubis : Rubis est la meilleure amie de Sofia dans le village. Elle porte une robe rouge et orange. Sa peau est brune. Ses cheveux sont noirs.
Viviane : Viviane est l'amie de Sofia à l'école des princesses. Elle a les cheveux noirs. Elle porte une robe rose. Elle est très timide, sait très bien joué de la musique, dont de la mandoline, et a un dragon cracheur de feu, qui s'entendra plutôt bien avec Clovis, le lapin de Sofia.
Cléo : elle est l'amie de Sofia, Ambre et Hildegarde. Ses cheveux sont bruns et sa robe est rose.
Hildegarde : elle est l'amie de Sofia, Ambre et Cléo ; elle se donne souvent des grands airs mais grâce à Sofia, elle se rendra compte qu’être soi même est bien plus important. Ses cheveux sont noirs et sa robe est bleue.
Ouna : Ouna est princesse sirène de Merroway. Elle est blonde. Sa queue est brune et dorée et son haut est bleu. Ses nageoires sont vertes.
Lani : Lani est une princesse indigène. Elle apparaît dans l'épisode la clé d'émeraude. Elle fait partie de la famille royale d'Hakalo. La sorcière Mamanou se déguise en un double d'elle pour s'emparer de la clé d'émeraude sans compter sur les eclairs d'intuition de Sofia.
Jun : Jun est une princesse. Elle a un frère. Son kimono jaune est rayé. Elle décore ses cheveux de fleurs. Elle est de petite taille.

### Les méchants
Mamanou : elle apparaît dans l'épisode la clé d'émeraude et se transforme en Princesse Lani. Jadis sorcière de la famille royale d'Hakalo, elle est maintenant leur ennemie.
M. Cédric : Cédric est le sorcier de la famille royale. Il convoite l'amulette magique d'Avalor pour devenir roi. Il ne l'obtient que dans un seul épisode où elle ne fait que le punir pour ses mauvais actes. Il a les cheveux noirs avec une mèche blanche. Sa robe est violette. Sofia ne se rend pas compte de sa méchanceté.
Mademoiselle Ortie : elle était une méchante fée qui convoitait l'amulette d'Avalor. Elle est blonde et s'habille en jaune.
Princesse Eva : cette princesse voulait l'amulette d'Avalor pour devenir reine d'Enchancia. Elle a les cheveux noirs et blancs comme la couleur de sa robe et de ses papillons. L'amulette l'a envoyée à Enchancia pour punir Ambre de l'avoir volé. L'amulette enverra Sofia aider la princesse Eva à devenir une meilleure personne.

## Fiche technique
- Titre original : Sofia the First
- Titre français : Princesse Sofia
- Création : Graig Gerber
- Réalisation : Jamie Mitchell
- Montage :
- Musique : Kevin Kliesch
  - Chansons : John Kavanaugh, Erica Rothschild
- Production : Graig Gerber, Jamie Mitchell
  - Société de production : Walt Disney Television Animation
- Pays d'origine :  États-Unis
- Langue originale : anglais
- Nombre d'épisodes : 78 (3 saisons)
- Durée : 22 minutes
- Dates de première diffusion :
  - États-Unis : 18 novembre 2012
  - France : 9 décembre 2012

 Sauf indication contraire, les informations mentionnées dans cette section peuvent être confirmées par la base de données cinématographiques IMDb,  présente dans la section « Liens externes ».

## Distribution

### Voix originales
- Ariel Winter : Sofia and the Theme song singer
- Darcy Rose Byrnes : Ambre
- Zach Callison : James
- Sara Ramirez : Miranda
- Travis Willingham : Roi Roland II
- Tim Gunn : Bailey
- Jess Harnell : Cédric
- Jim Cummings : Ambroise, Professeur Popov
- Mick Wingert (en) : Sir Dax, Freedo, King Henrick, Skinny Imp, Crispy et divers personnages
- Clancy Brown : Constable Myles
- Andrew Rannells : Morris et Skye
- Mandy Moore : Raiponce  (saison 2, épisode 18)
- Wayne Brady : Clovis
- Meghan Strange : Robin
- Ashley Eckstein : Mia
- Barbara Dirikson : Flora
- Russi Taylor : Pâquerette
- Tress MacNeille : Pimprenelle

### Voix françaises
- Alayin Dubois : Sofia et l'interprète du générique
- Maia Baran : Ambre
- Arthur Dubois : James
- Colette Sodoyez : Miranda
- Philippe Allard : Roi Roland II
- David Manet : Bailey
- Franck Dacquin : Cédric
- Emmanuel Dekoninck : Ambroise
- Mélanie Dermont : Joy
- Jean-Michel Vovk : Clovis
- Élisabeth Guinand : Robin
- Nancy Philippot : Mia, Cracky
- Léonce Wapelhorst : Flora
- Jacqueline Ghaye : Pâquerette
- Nathalie Hugo : Pimprenelle
- Michel de Warzée : Professeur Popov

## Production

### Développement
Le 5 mars 2013, à la suite des excellentes audiences, Disney Junior renouvelle la série pour une deuxième saison.
Disney Junior annonce le 8 janvier 2014 une troisième saison pour la seconde moitié de 2015.
Le 14 avril 2015, Disney Junior annonce le renouvellement de la série pour une quatrième saison.
Le 25 août 2018, Disney junior annonce que la série prend fin et a donc arrêté la production.

## Audiences

### Aux États-Unis
L'épisode pilote est diffusé le 18 novembre 2012. En réunissant plus de 5.2 millions d’américains, il devient le programme le plus regardé par les enfants de moins de cinq ans.
Au lancement de la saison 1, le 11 janvier 2013, celle-ci a réalisé le second meilleur démarrage de la chaine Disney Channel pour une série pour enfant après La Maison de Mickey en réunissant 2.7 millions de téléspectateurs.

### En France
Après avoir connu le succès sur la chaine Disney Junior, la série est lancée en décembre 2013 sur M6 et a immédiatement enregistré de très bonnes audiences. En effet, diffusée tous les matins vers 7 h 45 dans Disney Kid Club, Princesse Sofia a en effet dépassé plusieurs fois la barre symbolique des 300 000 téléspectateurs et enregistre une moyenne de 260 000 téléspectateurs depuis son lancement. Sur les taux cible des annonceurs, la série rassemble ainsi 5,6 % des 4 ans et plus, 7 % des ménagères et 15,3 % des 4/10 ans, ce qui fait ainsi de M6 la deuxième chaine nationale.

## Autour de la série

### Apparitions des Princesses Disney
Au cours des différents épisodes de la série, Sofia va, grâce à son amulette magique, recevoir l'aide et la visite des princesses Disney, ainsi sont apparues :
- Cendrillon : Il était une fois une princesse (pilote), elle l'aide à se réconcilier avec sa demi-sœur en lui faisant observer qu'elle partage le même sentiment.
- Jasmine : Le Rêve bleu (1.12), elle fait comprendre à Ambre et à Sofia qu'il ne faut pas avoir peur de tenter de nouvelles choses et les apprends par la même à dompter un tapis volant
- Belle : L'Hymne royal (1.17), elle l'aide Sofia à briser un mauvais sort dont elle est victime en la faisant réaliser que les actes sont bien plus éloquent que les paroles
- Ariel : Princesse Sofia au royaume des sirènes (1.22), elle fait comprendre que l'union fait la force et que seul on arrive pas à sauver son amie Ouna et le royaume sous marin.
- Aurore : Les Fêtes d'Enchancia (1.24), elle rappel à Sofia le lien qu'elle a avec les animaux,qui peuvent l'aider dans de situation difficile.
- Blanche-Neige : Le Festin enchanté (2.2), elle encourage Sofia à se fier à son instinct quoi qu'en penser les autres et la met en garde sur le fait que les apparences pouvaient être trompeuses.
- Mulan : Les Conseils de Mulan (2.12), eĺle motive Sofia, Ambre et Jun à ne pas renoncer à leur objectif et qu'avec un peu de volonté et de détermination on arrive à bout de tout.
- Raiponce : La Malédiction de la princesse Eva (2.18), elle conseille à Ambre prendre de risque pour sauver sa famille et le royaume d'Enchancia de la méchante princesse Eva.
- Tiana : Le Cadeau Idéal (2.19), elle fait comprendre à Sofia que le véritable cadeau vient du cœur.
- Mérida : La Bibliothèque Secrète (3.5), elle aide Sofia à avoir un peu plus confiance en elle dans son rôle de gardienne de l'inspiration.
- Elena : Elena et le secret d'Avalor (Pilote d’Elena d'Avalor), elle sollicite l'aide de Sofia par l'intermédiaire de l'amulette dont elle est prisonnière afin de sauver son Royaume sous l'emprise d'une sorcière maléfique.

Dans La Bibliothèque Secrète, Anna et Elsa sont mentionnées, mais n'apparaissent pas, à cause de l'amulette défaillante par le sort de Mlle Ortie, car il y a Olaf à leur place.
Seules Anna, Elsa, Megara, Esmeralda, Jane Porter, Kida et Vaiana ne sont pas apparues dans la série.

## Produits dérivés

### Jouets
Plusieurs jouets "Princesse Sofia" sont en vente : Puzzle princesse Sofia, châteaux miniatures, fausses amulettes, petites figurines de Sofia, Clovis et sa famille, robes d'Ambre et de Sofia, Clovis électrique, tubes de savons à bulle, et Pocahontas électronique chantant la chanson "Si on a besoin d’aide" (s5 e1).

### Série dérivée
Le 29 janvier 2015, Disney Channel annonce le développement d'un spin-off qui sera centré sur Elena, la première princesse d'origine latino du studio. Contrairement à la série mère qui est diffusée sur la chaîne pour jeunes enfants Disney Junior, elle sera diffusée sur Disney Channel.
Le lancement de la série a eu lieu le 22 juillet 2016.